# Serixia auratoides
Serixia auratoides là một loài bọ cánh cứng trong họ Cerambycidae.